# Ligue des champions de futsal de l'UEFA 2023-2024
Navigation
2022-2023 2024-2025
La Ligue des champions de futsal de l'UEFA 2023-2024 est la 23e édition de la compétition organisée par l'UEFA.
 Le Palma Futsal remet son titre en jeu.

## Format de la compétition
La Ligue des champions 2023-2024 se déroule en quatre tours.
| Tour              | Date du tirage au sort | Dates des matchs              |
| ----------------- | ---------------------- | ----------------------------- |
| Tour préliminaire | 5 juillet 2023         | 23–26 août 2023               |
| Tour principal    | 5 juillet 2023         | 24–29 octobre 2023            |
| Tour Élite        | 2 novembre 2023        | 28 novembre - 3 décembre 2023 |
| Phase finale      | 14 mars 2024           | 3 et 5 mai 2024 Erevan        |

## Clubs participants
Quatre nations (Espagne, Portugal, Kazakhstan et Croatie) comptent deux clubs et les huit représentants de ces pays, dont le Palma Futsal, champion en titre, comptent parmi les 23 équipes affichant les plus hauts coefficients qui sont directement qualifiés pour le tour principal.
Les 32 autres équipes débutent au tour préliminaire, avec huit groupes de quatre disputés sous forme de tournoi toutes rondes dans un lieu unique. Les vainqueurs de groupe et le meilleur deuxième sont qualifiés pour rejoindre les clubs directement qualifiés pour le tour principal.
Le Tour principal est divisé en deux voies en fonction des coefficients européens. Les trois premiers des quatre groupes de la Voie A intègrent le Tour élite, contrairement au seuls vainqueurs des quatre poules de la Voie B.
Le Tour élite est aussi disputés en groupe de quatre équipes, dont seuls les premiers sont qualifiés pour la finale à quatre.
|                                | Équipes qualifiées auparavant    | Équipes entrant en lice     |
| ------------------------------ | -------------------------------- | --------------------------- |
| Tour préliminaire (32 équipes) | -                                | - 32 équipes                |
| Tour principal (32 équipes)    | - 9 qualifiés du Tour prélim.    | - 23 meilleurs coefficients |
| Tour élite (16 équipes)        | - 16 qualifiés du Tour principal | -                           |
| Finale à 8 (4 équipes)         | - 4 qualifiés du Tour élite      | -                           |

## Tour préliminaire
Les premiers de chaque groupe et le meilleur deuxième se qualifient pour le Tour principal - Voie B. Un club par groupe est désigné pays hôte H.

### Groupe A
| Rang | Équipe              | Pts | J | G | N | P | Bp | Bc | Diff |  | Résultats           |  |     |     |      |
| ---- | ------------------- | --- | - | - | - | - | -- | -- | ---- |  | ------------------- |  | --- | --- | ---- |
| 1    | Riga Futsal Club H  | 9   | 3 | 3 | 0 | 0 | 33 | 5  | +28  |  | Riga Futsal Club H  |  | 8-3 | 3-1 | 22-1 |
| 2    | Araz Naxçivan       | 6   | 3 | 2 | 0 | 1 | 17 | 9  | +8   |  | Araz Naxçivan       |  |     | 5-0 | 9-1  |
| 3    | SSV Jahn Regensburg | 3   | 3 | 1 | 0 | 2 | 4  | 9  | -5   |  | SSV Jahn Regensburg |  |     |     | 3-1  |
| 4    | Istambul Şişli SK   | 0   | 3 | 0 | 0 | 3 | 3  | 34 | -31  |  | Istambul Şişli SK   |  |     |     |      |

### Groupe B
| Rang | Équipe                | Pts | J | G | N | P | Bp | Bc | Diff |  | Résultats             |  |     |     |     |
| ---- | --------------------- | --- | - | - | - | - | -- | -- | ---- |  | --------------------- |  | --- | --- | --- |
| 1    | Örebro SK Futsalklubb | 7   | 3 | 2 | 1 | 0 | 16 | 6  | +10  |  | Örebro SK Futsalklubb |  | 3-3 | 4-1 | 9-2 |
| 2    | Amigo Northwest H     | 7   | 3 | 2 | 1 | 0 | 13 | 5  | +8   |  | Amigo Northwest H     |  |     | 4-1 | 6-1 |
| 3    | FC Diamant Linz       | 3   | 3 | 1 | 0 | 2 | 5  | 9  | -4   |  | FC Diamant Linz       |  |     |     | 3-1 |
| 4    | ASA Telavive Owls     | 0   | 3 | 0 | 0 | 3 | 4  | 18 | -14  |  | ASA Telavive Owls     |  |     |     |     |

### Groupe C
| Rang | Équipe         | Pts | J | G | N | P | Bp | Bc | Diff |  | Résultats      |  |     |     |     |
| ---- | -------------- | --- | - | - | - | - | -- | -- | ---- |  | -------------- |  | --- | --- | --- |
| 1    | KMF Titograd H | 9   | 3 | 3 | 0 | 0 | 13 | 6  | +7   |  | KMF Titograd H |  | 4-3 | 5-2 | 4-1 |
| 2    | NV Georgians   | 6   | 3 | 2 | 0 | 1 | 11 | 4  | +7   |  | NV Georgians   |  |     | 5-0 | 3-0 |
| 3    | FC Eindhoven   | 3   | 3 | 1 | 0 | 2 | 7  | 10 | -3   |  | FC Eindhoven   |  |     |     | 5-0 |
| 4    | Europa FC      | 0   | 3 | 0 | 0 | 3 | 1  | 12 | -11  |  | Europa FC      |  |     |     |     |

### Groupe D
| Rang | Équipe             | Pts | J | G | N | P | Bp | Bc | Diff |  | Résultats          |  |     |     |      |
| ---- | ------------------ | --- | - | - | - | - | -- | -- | ---- |  | ------------------ |  | --- | --- | ---- |
| 1    | FC Prishtina 01    | 7   | 3 | 2 | 1 | 0 | 17 | 3  | +14  |  | FC Prishtina 01    |  | 1-1 | 5-1 | 11-1 |
| 2    | KSC Lubawa H       | 7   | 3 | 2 | 1 | 0 | 15 | 1  | +14  |  | KSC Lubawa H       |  |     | 6-0 | 8-0  |
| 3    | Utleira Idrettslag | 3   | 3 | 1 | 0 | 2 | 7  | 12 | -5   |  | Utleira Idrettslag |  |     |     | 6-1  |
| 4    | Ísbjörninn         | 0   | 3 | 0 | 0 | 3 | 2  | 25 | -23  |  | Ísbjörninn         |  |     |     |      |

### Groupe E
| Rang | Équipe                | Pts | J | G | N | P | Bp | Bc | Diff |  | Résultats             |  |     |     |     |
| ---- | --------------------- | --- | - | - | - | - | -- | -- | ---- |  | --------------------- |  | --- | --- | --- |
| 1    | Futsal Klub Lučenec H | 7   | 3 | 2 | 1 | 0 | 14 | 6  | +8   |  | Futsal Klub Lučenec H |  | 4-4 | 7-1 | 3-1 |
| 2    | FC Cosmos Tallinn     | 7   | 3 | 2 | 1 | 0 | 13 | 7  | +6   |  | FC Cosmos Tallinn     |  |     | 5-2 | 4-1 |
| 3    | PYF Saltires          | 3   | 3 | 1 | 0 | 2 | 9  | 12 | -3   |  | PYF Saltires          |  |     |     | 6-0 |
| 4    | FC Encamp             | 0   | 3 | 0 | 0 | 3 | 2  | 13 | -11  |  | FC Encamp             |  |     |     |     |

### Groupe F
| Rang | Équipe               | Pts | J | G | N | P | Bp | Bc | Diff |  | Résultats            |  |     |     |     |
| ---- | -------------------- | --- | - | - | - | - | -- | -- | ---- |  | -------------------- |  | --- | --- | --- |
| 1    | Doukas SAC H         | 9   | 3 | 3 | 0 | 0 | 14 | 4  | +10  |  | Doukas SAC H         |  | 7-2 | 4-0 | 3-2 |
| 2    | Blue Magic FC Dublin | 4   | 3 | 1 | 1 | 1 | 9  | 9  | 0    |  | Blue Magic FC Dublin |  |     | 2-2 | 5-0 |
| 3    | BSC Nistru Chişinău  | 4   | 3 | 1 | 1 | 1 | 6  | 8  | -2   |  | BSC Nistru Chişinău  |  |     |     | 4-2 |
| 4    | Bloomsbury Futsal    | 0   | 3 | 0 | 0 | 3 | 4  | 12 | -8   |  | Bloomsbury Futsal    |  |     |     |     |

### Groupe G
| Rang | Équipe              | Pts | J | G | N | P | Bp | Bc | Diff |  | Résultats           |  |     |     |     |
| ---- | ------------------- | --- | - | - | - | - | -- | -- | ---- |  | ------------------- |  | --- | --- | --- |
| 1    | AEL Limassol H      | 7   | 3 | 2 | 1 | 0 | 15 | 4  | +11  |  | AEL Limassol H      |  | 5-1 | 2-2 | 8-1 |
| 2    | Futsal Minerva      | 4   | 3 | 1 | 1 | 1 | 10 | 9  | +1   |  | Futsal Minerva      |  |     | 5-0 | 4-4 |
| 3    | FC Fiorentino       | 2   | 3 | 0 | 2 | 1 | 2  | 7  | -5   |  | FC Fiorentino       |  |     |     | 0-0 |
| 4    | Yerevan Futsal Club | 2   | 3 | 0 | 2 | 1 | 5  | 12 | -7   |  | Yerevan Futsal Club |  |     |     |     |

### Groupe H
| Rang | Équipe                | Pts | J | G | N | P | Bp | Bc | Diff |  | Résultats             |  |     |      |  |
| ---- | --------------------- | --- | - | - | - | - | -- | -- | ---- |  | --------------------- |  | --- | ---- |  |
| 1    | KMF Radnik Bijeljina  | 6   | 2 | 2 | 0 | 0 | 23 | 4  | +19  |  | KMF Radnik Bijeljina  |  | 7-2 | 16-2 |  |
| 2    | Tirana Futsal H       | 3   | 2 | 1 | 0 | 1 | 9  | 10 | -1   |  | Tirana Futsal H       |  |     | 7-3  |  |
| 3    | Sparta Belfast        | 0   | 2 | 0 | 0 | 2 | 5  | 23 | -18  |  | Sparta Belfast        |  |     |      |  |
| 4    | Cefn Druids (Forfait) | 0   | 0 | 0 | 0 | 0 | 0  | 0  | 0    |  | Cefn Druids (Forfait) |  |     |      |  |

### Meilleurs deuxièmes
| Pos | Grp | Équipe               | Pts | J | G | N | P | Bp | Bc | Diff |
| --- | --- | -------------------- | --- | - | - | - | - | -- | -- | ---- |
| 1   | D   | KSC Lubawa           | 7   | 3 | 2 | 1 | 0 | 15 | 1  | +14  |
| 2   | B   | Amigo Northwest      | 7   | 3 | 2 | 1 | 0 | 13 | 5  | +8   |
| 3   | E   | FC Cosmos Tallinn    | 7   | 3 | 2 | 1 | 0 | 13 | 7  | +6   |
| 4   | A   | Araz Naxçivan        | 6   | 3 | 2 | 0 | 1 | 17 | 9  | +8   |
| 5   | C   | NV Georgians         | 6   | 3 | 2 | 0 | 1 | 11 | 4  | +7   |
| 6   | G   | Futsal Minerva       | 4   | 3 | 1 | 1 | 1 | 10 | 9  | +1   |
| 7   | F   | Blue Magic FC Dublin | 4   | 3 | 1 | 1 | 1 | 9  | 9  | 0    |
| 8   | H   | Tirana Futsal        | 3   | 2 | 1 | 0 | 1 | 9  | 10 | -1   |

## Tour principal

### Voie A
Les trois premiers de chaque groupe se qualifient pour le tour Élite. Un club par groupe est désigné pays hôte H.

#### Groupe 1
| Rang | Équipe         | Pts | J | G | N | P | Bp | Bc | Diff |  | Résultats      |  |     |     |     |
| ---- | -------------- | --- | - | - | - | - | -- | -- | ---- |  | -------------- |  | --- | --- | --- |
| 1    | Sporting CP    | 7   | 3 | 2 | 1 | 0 | 14 | 5  | +9   |  | Sporting CP    |  | 2-2 | 6-2 | 6-1 |
| 2    | FC HIT Kiev    | 5   | 3 | 1 | 2 | 0 | 8  | 5  | +3   |  | FC HIT Kiev    |  |     | 4-1 | 2-2 |
| 3    | MNK Olmissum H | 3   | 3 | 1 | 0 | 2 | 6  | 12 | -6   |  | MNK Olmissum H |  |     |     | 3-2 |
| 4    | MFC Ayat       | 1   | 3 | 0 | 1 | 2 | 5  | 11 | -6   |  | MFC Ayat       |  |     |     |     |

#### Groupe 2
| Rang | Équipe                   | Pts | J | G | N | P | Bp | Bc | Diff |  | Résultats                |  |     |     |     |
| ---- | ------------------------ | --- | - | - | - | - | -- | -- | ---- |  | ------------------------ |  | --- | --- | --- |
| 1    | FC Barcelone             | 9   | 3 | 3 | 0 | 0 | 8  | 1  | +7   |  | FC Barcelone             |  | 2-1 | 2-0 | 6-0 |
| 2    | Anderlecht Futsal        | 6   | 3 | 2 | 0 | 1 | 8  | 4  | +4   |  | Anderlecht Futsal        |  |     | 2-1 | 5-1 |
| 3    | KMF Loznica-Grad 2018 H  | 3   | 3 | 1 | 0 | 2 | 4  | 5  | -1   |  | KMF Loznica-Grad 2018 H  |  |     |     | 3-1 |
| 4    | Luxol St. Andrews Futsal | 0   | 3 | 0 | 0 | 3 | 2  | 14 | -12  |  | Luxol St. Andrews Futsal |  |     |     |     |

#### Groupe 3
| Rang | Équipe            | Pts | J | G | N | P | Bp | Bc | Diff |  | Résultats         |  |     |     |     |
| ---- | ----------------- | --- | - | - | - | - | -- | -- | ---- |  | ----------------- |  | --- | --- | --- |
| 1    | Palma Futsal H    | 9   | 3 | 3 | 0 | 0 | 16 | 8  | +8   |  | Palma Futsal H    |  | 4-3 | 3-1 | 9-4 |
| 2    | Kairat Almaty     | 4   | 3 | 1 | 1 | 1 | 9  | 8  | +1   |  | Kairat Almaty     |  |     | 2-2 | 4-2 |
| 3    | Haladás VSE       | 2   | 3 | 0 | 2 | 1 | 4  | 6  | -2   |  | Haladás VSE       |  |     |     | 1-1 |
| 4    | FC Differdange 03 | 1   | 3 | 0 | 1 | 2 | 7  | 14 | -7   |  | FC Differdange 03 |  |     |     |     |

#### Groupe 4
| Rang | Équipe                | Pts | J | G | N | P | Bp | Bc | Diff |  | Résultats             |  |     |     |      |
| ---- | --------------------- | --- | - | - | - | - | -- | -- | ---- |  | --------------------- |  | --- | --- | ---- |
| 1    | SL Benfica            | 7   | 3 | 2 | 1 | 0 | 22 | 3  | +19  |  | SL Benfica            |  | 2-2 | 8-1 | 12-0 |
| 2    | Étoile Lavalloise     | 7   | 3 | 2 | 1 | 0 | 16 | 6  | +10  |  | Étoile Lavalloise     |  |     | 4-0 | 10-4 |
| 3    | Futsal Klub Dobovec H | 1   | 3 | 0 | 1 | 2 | 4  | 15 | -11  |  | Futsal Klub Dobovec H |  |     |     | 3-3  |
| 4    | United Galati         | 1   | 3 | 0 | 1 | 2 | 7  | 25 | -18  |  | United Galati         |  |     |     |      |

### Voie B
Le premier de chaque groupe se qualifie pour le tour Élite. Un club par groupe est désigné pays hôte H.

#### Groupe 5
| Rang | Équipe                | Pts | J | G | N | P | Bp | Bc | Diff |  | Résultats             |  |     |     |      |
| ---- | --------------------- | --- | - | - | - | - | -- | -- | ---- |  | --------------------- |  | --- | --- | ---- |
| 1    | KSC Lubawa            | 7   | 3 | 2 | 1 | 0 | 23 | 13 | +10  |  | KSC Lubawa            |  | 9-7 | 4-4 | 10-2 |
| 2    | Futsal Dinamo H       | 6   | 3 | 2 | 0 | 1 | 18 | 10 | +8   |  | Futsal Dinamo H       |  |     | 3-0 | 8-1  |
| 3    | KMF Titograd          | 4   | 3 | 1 | 1 | 1 | 11 | 9  | +2   |  | KMF Titograd          |  |     |     | 7-2  |
| 4    | Örebro SK Futsalklubb | 0   | 3 | 0 | 0 | 3 | 5  | 25 | -20  |  | Örebro SK Futsalklubb |  |     |     |      |

#### Groupe 6
| Rang | Équipe               | Pts | J | G | N | P | Bp | Bc | Diff |  | Résultats            |  |     |     |     |
| ---- | -------------------- | --- | - | - | - | - | -- | -- | ---- |  | -------------------- |  | --- | --- | --- |
| 1    | Riga Futsal Club     | 9   | 3 | 3 | 0 | 0 | 25 | 6  | +19  |  | Riga Futsal Club     |  | 7-1 | 9-1 | 9-4 |
| 2    | SK Plzeň H           | 4   | 3 | 1 | 1 | 1 | 11 | 16 | -5   |  | SK Plzeň H           |  |     | 5-4 | 5-5 |
| 3    | JB Futsal Gentofte   | 3   | 3 | 1 | 0 | 2 | 11 | 17 | -6   |  | JB Futsal Gentofte   |  |     |     | 6-3 |
| 4    | KMF Radnik Bijeljina | 1   | 3 | 0 | 1 | 2 | 12 | 20 | -8   |  | KMF Radnik Bijeljina |  |     |     |     |

#### Groupe 7
| Rang | Équipe           | Pts | J | G | N | P | Bp | Bc | Diff |  | Résultats        |  |     |     |      |
| ---- | ---------------- | --- | - | - | - | - | -- | -- | ---- |  | ---------------- |  | --- | --- | ---- |
| 1    | FC Prishtina 01  | 7   | 3 | 2 | 1 | 0 | 14 | 2  | +12  |  | FC Prishtina 01  |  | 0-0 | 6-0 | 8-2  |
| 2    | Kauno Žalgiris H | 5   | 3 | 1 | 2 | 0 | 11 | 4  | +7   |  | Kauno Žalgiris H |  |     | 1-1 | 10-3 |
| 3    | Kampuksen Dynamo | 4   | 3 | 1 | 1 | 1 | 8  | 9  | -1   |  | Kampuksen Dynamo |  |     |     | 7-2  |
| 4    | AEL Limassol     | 0   | 3 | 0 | 0 | 3 | 7  | 25 | -18  |  | AEL Limassol     |  |     |     |      |

#### Groupe 8
| Rang | Équipe              | Pts | J | G | N | P | Bp | Bc | Diff |  | Résultats           |  |     |     |     |
| ---- | ------------------- | --- | - | - | - | - | -- | -- | ---- |  | ------------------- |  | --- | --- | --- |
| 1    | Città di Eboli H    | 9   | 3 | 3 | 0 | 0 | 7  | 3  | +4   |  | Città di Eboli H    |  | 2-0 | 1-0 | 4-3 |
| 2    | FC Stalitsa Minsk   | 6   | 3 | 2 | 0 | 1 | 8  | 5  | +3   |  | FC Stalitsa Minsk   |  |     | 3-1 | 5-2 |
| 3    | Futsal Klub Lučenec | 3   | 3 | 1 | 0 | 2 | 6  | 5  | +1   |  | Futsal Klub Lučenec |  |     |     | 5-1 |
| 4    | Doukas SAC          | 0   | 3 | 0 | 0 | 3 | 6  | 14 | -8   |  | Doukas SAC          |  |     |     |     |

## Tour Élite
| [[Fichier:Europe laea location map with borders.svg\|600px\|{{#if:\|{{{alt}}}\|Ligue des champions de futsal de l'UEFA 2023-2024 est dans la page Europe .]]FC Barcelone Palma Futsal Lisbonne MNK Olmissum Città di Eboli Kairat Almaty FC HIT Kiev Étoile Lavalloise Anderlecht Futsal Loznica-Grad 2018 Haladás VSE FK Dobovec KSC Lubawa Riga Futsal Club FC Prishtina 01 Lisbonne · SL Benfica · Sporting CP Localisation géographique des clubs participant au tour Élite. · Rouge: Groupe A - Vert: Groupe B - Bleu: Groupe C - Jaune: Groupe D. | [[Fichier:Kazakhstan adm location map.svg\|300px\|{{#if:\|{{{alt}}}\|Ligue des champions de futsal de l'UEFA 2023-2024 est dans la page Kazakhstan.]]Kairat Almaty Localisation géographique du club kazakh participant au tour Élite. · Vert: Groupe B |

### Format et tirage au sort
Le tirage au sort du tour Élite a lieu le 2 novembre 2023. Les rencontres se disputent du 28 novembre au 3 décembre 2023. Un club par groupe est désigné pays hôte H. Les premiers de chaque groupe sont qualifiés pour la phase finale au mois de mai 2024.
Au total, 16 équipes participent au tour Élite. Le classement des équipes étant basé sur leurs résultats au tour précédent :
- Chapeau 1 : les 1er de groupe du tour principal de la voie A
- Chapeau 2 : les 2e de groupe du tour principal de la voie A
- Chapeau 3 et 4 : les 3e de groupe du tour principal de la voie A et les 1er de groupe du tour principal de la voie B

| Chapeau 1                                            | Chapeau 2                                                     | Chapeau 3 et 4                                                 | Chapeau 3 et 4                                                 |
| ---------------------------------------------------- | ------------------------------------------------------------- | -------------------------------------------------------------- | -------------------------------------------------------------- |
| Sporting CP H FC Barcelone Palma Futsal H SL Benfica | FC HIT Kiev Anderlecht Futsal Kairat Almaty Étoile Lavalloise | MNK Olmissum Loznica-Grad 2018 Haladás VSE Futsal Klub Dobovec | KSC Lubawa Riga Futsal Club H FC Prishtina 01 H Città di Eboli |

### Groupe A
| Rang | Équipe             | Pts | J | G | N | P | Bp | Bc | Diff |
| ---- | ------------------ | --- | - | - | - | - | -- | -- | ---- |
| 1    | FC Barcelone       | 7   | 3 | 2 | 1 | 0 | 12 | 4  | +8   |
| 2    | Riga Futsal Club H | 6   | 3 | 2 | 0 | 1 | 12 | 11 | +1   |
| 3    | Étoile Lavalloise  | 3   | 3 | 1 | 0 | 2 | 8  | 12 | -4   |
| 4    | Città di Eboli     | 1   | 3 | 0 | 1 | 2 | 6  | 11 | -5   |

| Date             | Lieu                            | Équipe 1          | Résultat | Équipe 2          |
| ---------------- | ------------------------------- | ----------------- | -------- | ----------------- |
| 29 novembre 2023 | Zemgale Olympic Center, Jelgava | FC Barcelone      | 2 – 2    | Città di Eboli    |
| 29 novembre 2023 | Zemgale Olympic Center, Jelgava | Étoile Lavalloise | 4 – 5    | Riga Futsal Club  |
| 30 novembre 2023 | Zemgale Olympic Center, Jelgava | Étoile Lavalloise | 0 – 7    | FC Barcelone      |
| 30 novembre 2023 | Zemgale Olympic Center, Jelgava | Riga Futsal Club  | 5 – 4    | Città di Eboli    |
| 2 décembre 2023  | Zemgale Olympic Center, Jelgava | Città di Eboli    | 0 – 4    | Étoile Lavalloise |
| 2 décembre 2023  | Zemgale Olympic Center, Jelgava | Riga Futsal Club  | 2 – 3    | FC Barcelone      |

### Groupe B
| Rang | Équipe              | Pts | J | G | N | P | Bp | Bc | Diff |
| ---- | ------------------- | --- | - | - | - | - | -- | -- | ---- |
| 1    | SL Benfica          | 9   | 3 | 3 | 0 | 0 | 17 | 6  | +11  |
| 2    | Kairat Almaty       | 6   | 3 | 2 | 0 | 1 | 20 | 5  | +15  |
| 3    | Futsal Klub Dobovec | 1   | 3 | 0 | 1 | 2 | 6  | 14 | -8   |
| 4    | FC Prishtina 01 H   | 1   | 3 | 0 | 1 | 2 | 6  | 24 | -18  |

| Date             | Lieu                       | Équipe 1            | Résultat | Équipe 2            |
| ---------------- | -------------------------- | ------------------- | -------- | ------------------- |
| 29 novembre 2023 | Pallati i Rinise, Pristina | SL Benfica          | 4 – 3    | Futsal Klub Dobovec |
| 29 novembre 2023 | Pallati i Rinise, Pristina | Kairat Almaty       | 11 – 2   | FC Prishtina 01     |
| 30 novembre 2023 | Pallati i Rinise, Pristina | Kairat Almaty       | 2 – 3    | SL Benfica          |
| 30 novembre 2023 | Pallati i Rinise, Pristina | FC Prishtina 01     | 3 – 3    | Futsal Klub Dobovec |
| 2 décembre 2023  | Pallati i Rinise, Pristina | Futsal Klub Dobovec | 0 – 7    | Kairat Almaty       |
| 2 décembre 2023  | Pallati i Rinise, Pristina | FC Prishtina 01     | 1 – 7    | SL Benfica          |

### Groupe C
| Rang | Équipe            | Pts | J | G | N | P | Bp | Bc | Diff |
| ---- | ----------------- | --- | - | - | - | - | -- | -- | ---- |
| 1    | Sporting CP H     | 9   | 3 | 3 | 0 | 0 | 20 | 4  | +16  |
| 2    | Anderlecht Futsal | 6   | 3 | 2 | 0 | 1 | 14 | 7  | +7   |
| 3    | Loznica-Grad 2018 | 3   | 3 | 1 | 0 | 2 | 5  | 19 | -14  |
| 4    | Haladás VSE       | 0   | 3 | 0 | 0 | 3 | 6  | 15 | -9   |

| Date              | Lieu                          | Équipe 1          | Résultat | Équipe 2          |
| ----------------- | ----------------------------- | ----------------- | -------- | ----------------- |
| 30 novembre 2023  | Pavilhão João Rocha, Lisbonne | Anderlecht Futsal | 5 – 2    | Haladás VSE       |
| 30 novembre 2023  | Pavilhão João Rocha, Lisbonne | Loznica-Grad 2018 | 1 – 9    | Sporting CP       |
| 1er décembre 2023 | Pavilhão João Rocha, Lisbonne | Loznica-Grad 2018 | 1 – 8    | Anderlecht Futsal |
| 1er décembre 2023 | Pavilhão João Rocha, Lisbonne | Sporting CP       | 7 – 2    | Haladás VSE       |
| 3 décembre 2023   | Pavilhão João Rocha, Lisbonne | Haladás VSE       | 2 – 3    | Loznica-Grad 2018 |
| 3 décembre 2023   | Pavilhão João Rocha, Lisbonne | Sporting CP       | 4 – 1    | Anderlecht Futsal |

### Groupe D
| Rang | Équipe         | Pts | J | G | N | P | Bp | Bc | Diff |
| ---- | -------------- | --- | - | - | - | - | -- | -- | ---- |
| 1    | Palma Futsal H | 7   | 3 | 2 | 1 | 0 | 10 | 6  | +4   |
| 2    | KSC Lubawa     | 6   | 3 | 2 | 0 | 1 | 14 | 10 | +4   |
| 3    | FC HIT Kiev    | 4   | 3 | 1 | 1 | 1 | 11 | 11 | 0    |
| 4    | MNK Olmissum   | 0   | 3 | 0 | 0 | 3 | 8  | 16 | -8   |

| Date             | Lieu                                                  | Équipe 1     | Résultat | Équipe 2     |
| ---------------- | ----------------------------------------------------- | ------------ | -------- | ------------ |
| 29 novembre 2023 | Palau Municipal d'Esports Son Moix, Palma de Majorque | FC HIT Kiev  | 5 – 6    | KSC Lubawa   |
| 29 novembre 2023 | Palau Municipal d'Esports Son Moix, Palma de Majorque | MNK Olmissum | 3 – 5    | Palma Futsal |
| 30 novembre 2023 | Palau Municipal d'Esports Son Moix, Palma de Majorque | MNK Olmissum | 3 – 4    | FC HIT Kiev  |
| 30 novembre 2023 | Palau Municipal d'Esports Son Moix, Palma de Majorque | Palma Futsal | 3 – 1    | KSC Lubawa   |
| 2 décembre 2023  | Palau Municipal d'Esports Son Moix, Palma de Majorque | KSC Lubawa   | 7 – 2    | MNK Olmissum |
| 2 décembre 2023  | Palau Municipal d'Esports Son Moix, Palma de Majorque | FC HIT Kiev  | 2 – 2    | Palma Futsal |

## Phase finale
Les quatre vainqueurs du tour Élite dispute la phase finale qui se déroule le 3 et 5 mai 2024 à la Karen Dermichyan Arena à Erevan en Arménie.

### Équipes qualifiées
| Groupe | Équipe       | Phase finale | Dernière participation | Meilleure performance              |
| ------ | ------------ | ------------ | ---------------------- | ---------------------------------- |
| A      | FC Barcelone | 10e          | 2022                   | Vainqueur (2012, 2014, 2020, 2022) |
| B      | SL Benfica   | 8e           | 2023                   | Vainqueur (2010)                   |
| C      | Sporting CP  | 11e          | 2023                   | Vainqueur (2019, 2021)             |
| D      | Palma Futsal | 2e           | 2023                   | Vainqueur (2023)                   |

### Tableau

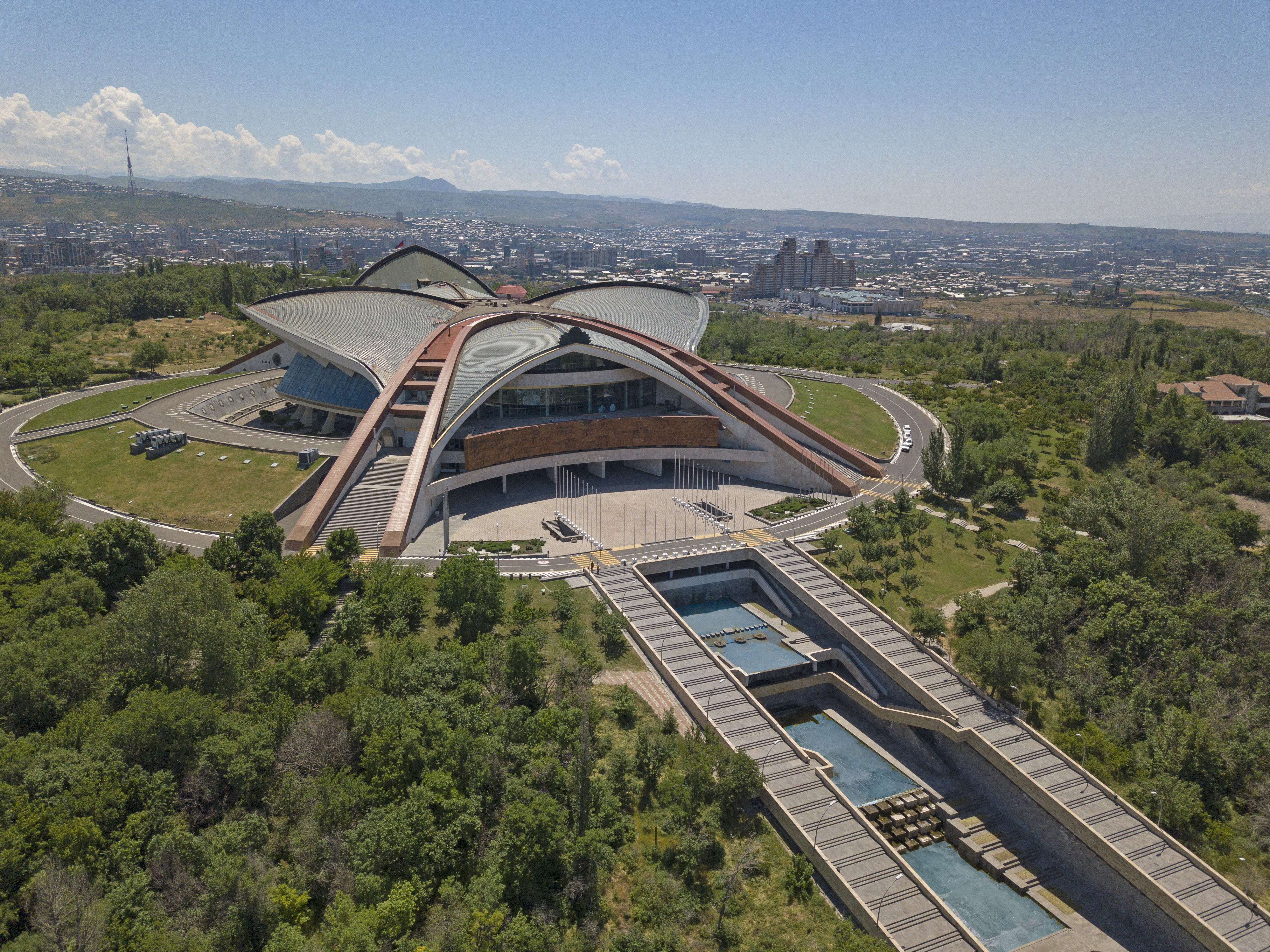
Karen Dermichyan Arena

|  | Demi-finales | Demi-finales | Demi-finales | Demi-finales |                               |              | Finale     | Finale     | Finale     | Finale     |
|  |              |              |              |              |                               |              |            |            |            |            |
|  | 3 mai 2024   | 3 mai 2024   | 3 mai 2024   | 3 mai 2024   |                               |              | 5 mai 2024 | 5 mai 2024 | 5 mai 2024 | 5 mai 2024 |
|  | SL Benfica   | SL Benfica   | 4 ap (3)     | 4 ap (3)     |                               |              | 5 mai 2024 | 5 mai 2024 | 5 mai 2024 | 5 mai 2024 |
|  | SL Benfica   | SL Benfica   | 4 ap (3)     | 4 ap (3)     |                               |              | 5 mai 2024 | 5 mai 2024 | 5 mai 2024 | 5 mai 2024 |
|  | Palma Futsal | Palma Futsal | 4 tab (4)    | 4 tab (4)    |                               |              | 5 mai 2024 | 5 mai 2024 | 5 mai 2024 | 5 mai 2024 |
|  | Palma Futsal | Palma Futsal | 4 tab (4)    | 4 tab (4)    | Palma Futsal                  | Palma Futsal | 5          | 5          |            |            |
|  | 3 mai 2024   |              |              |              | Palma Futsal                  | Palma Futsal | 5          | 5          |            |            |
|  |              |              | FC Barcelone | FC Barcelone | 1                             | 1            |            |            |            |            |
|  | FC Barcelone | FC Barcelone | FC Barcelone | FC Barcelone | 1                             | 1            | 5          | 5          |            |            |
|  | FC Barcelone | FC Barcelone |              |              |                               |              |            | 5          |            |            |
|  | Sporting CP  | Sporting CP  | 4            | 4            |                               |              |            |            |            |            |
|  | Sporting CP  | Sporting CP  | 4            | 4            | Match pour la troisième place |              |            |            |            |            |
|  |              |              |              |              |                               |              |            |            |            |            |
|  | 5 mai 2024   |              |              |              |                               |              |            |            |            |            |
|  | SL Benfica   | SL Benfica   | 6            | 6            |                               |              |            |            |            |            |
|  | SL Benfica   | SL Benfica   | 6            | 6            |                               |              |            |            |            |            |
|  | Sporting CP  | Sporting CP  | 3            | 3            |                               |              |            |            |            |            |
|  | Sporting CP  | Sporting CP  | 3            | 3            |                               |              |            |            |            |            |

### Demi-finales
| 3 mai 2024 | SL Benfica        | 4 - 4   | Palma Futsal | Karen Dermichyan Arena, Erevan |  |
| 16:00      |                   | (2 - 1) |              |                                |  |
| 16:00      | Rapport           |         |              |                                |  |
| 16:00      | Tirs au but 3 - 4 |         |              |                                |  |

| 3 mai 2024 | FC Barcelone | 5 - 4   | Sporting CP | Karen Dermichyan Arena, Erevan |  |
| 19:00      |              | (4 - 4) |             |                                |  |
| 19:00      | Rapport      |         |             |                                |  |

### Match pour la troisième place
| 5 mai 2024 | Sporting CP | 3 - 6   | SL Benfica | Karen Dermichyan Arena, Erevan |  |
| 15:00      |             | (1 - 2) |            |                                |  |
| 15:00      | Rapport     |         |            |                                |  |

### Finale
| 5 mai 2024 | FC Barcelone | 1 - 5   | Palma Futsal | Karen Dermichyan Arena, Erevan |  |
| 18:00      |              | (1 - 2) |              |                                |  |
| 18:00      | Rapport      |         |              |                                |  |